# Ōshū Kaidō
Die Ōshū Kaidō (japanisch 奥州街道) war eine der Fünf Fernstraßen zwischen der Hauptstadt und den Provinzen. Sie verband Edo in Bushū/Provinz Musashi mit dem nordjapanischen Ōshū/Provinz Mutsu.

## Geschichte
Ōshū Kaidō im engeren Sinn war die Straße von Edo bis Shirakawa mit 27 Stationen, im weiteren Sinn einschließlich der Verlängerung bis nach Minmaya (heute: Sotogahama) mit insgesamt 115 Stationen. Nach Papinot war die Straße 750 km lang und hatte 87 Stationen.
In Utsunomiya zweigte die Nikkō Kaidō ab.

## Stationen
| Nr. | Kanji    | Name               | Kreis      | Provinz       | heutige Gemeinde | heutige Präfektur |
| --- | -------- | ------------------ | ---------- | ------------- | ---------------- | ----------------- |
| 0   | 日本橋   | Nihonbashi (Start) | Toshima    | Musashi       | Chūō (Tokyo)     | Tokyo             |
| 01  | 千住宿   | Senju-shuku        | Adachi     | Musashi       | Adachi (Tokyo)   | Tokyo             |
| 02  | 草加宿   | Sōka-shuku         | Adachi     | Musashi       | Sōka             | Saitama           |
| 03  | 越ヶ谷宿 | Koshigaya-shuku    | Saitama    | Musashi       | Koshigaya        | Saitama           |
| 04  | 粕壁宿   | Kasukabe-shuku     | Saitama    | Musashi       | Kasukabe         | Saitama           |
| 05  | 杉戸宿   | Sugito-shuku       | Katsushika | Musashi       | Sugito           | Saitama           |
| 06  | 幸手宿   | Satte-shuku        | Katsushika | Musashi       | Satte            | Saitama           |
| 07  | 栗橋宿   | Kurahashi-shuku    | Katsushika | Musashi       | Kuki             | Saitama           |
| 08  | 中田宿   | Nakada-shuku       | Katsushika | Shimousa      | Koga             | Ibaraki           |
| 09  | 古河宿   | Koga-shuku         | Katsushika | Shimousa      | Koga             | Ibaraki           |
| 10  | 野木宿   | Nogi-shuku         | Tsuga      | Shimotsuke    | Nogi             | Tochigi           |
| 11  | 間々田宿 | Mamada-shuku       | Tsuga      | Shimotsuke    | Oyama            | Tochigi           |
| 12  | 小山宿   | Oyama-shuku        | Tsuga      | Shimotsuke    | Oyama            | Tochigi           |
| 13  | 新田宿   | Shinden-shuku      | Tsuga      | Shimotsuke    | Oyama            | Tochigi           |
| 14  | 小金井宿 | Koganei-shuku      | Tsuga      | Shimotsuke    | Shimotsuke       | Tochigi           |
| 15  | 石橋宿   | Ishibashi-shuku    | Tsuga      | Shimotsuke    | Shimotsuke       | Tochigi           |
| 16  | 雀宮宿   | Susumenomiya-shuku | Kawachi    | Shimotsuke    | Utsunomiya       | Tochigi           |
| 17  | 宇都宮宿 | Utsunomiya-shuku   | Kawachi    | Shimotsuke    | Utsunomiya       | Tochigi           |
| 18  | 白澤宿   | Shirosawa-shuku    | Kawachi    | Shimotsuke    | Utsunomiya       | Tochigi           |
| 19  | 氏家宿   | Ujie-shuku         | Shioya     | Shimotsuke    | Sakura           | Tochigi           |
| 20  | 喜連川宿 | Kitsuregawa-shuku  | Shioya     | Shimotsuke    | Sakura           | Tochigi           |
| 21  | 佐久山宿 | Sakuyama-shuku     | Nasu       | Shimotsuke    | Ōtawara          | Tochigi           |
| 22  | 大田原宿 | Ōtawara-shuku      | Nasu       | Shimotsuke    | Ōtawara          | Tochigi           |
| 23  | 鍋掛宿   | Nabekake-shuku     | Nasu       | Shimotsuke    | Nasushiobara     | Tochigi           |
| 24  | 越堀宿   | Koshibori-shuku    | Nasu       | Shimotsuke    | Nasushiobara     | Tochigi           |
| 25  | 芦野宿   | Ashino-shuku       | Nasu       | Shimotsuke    | Nasu             | Tochigi           |
| 26  | 白坂宿   | Shirosaka-shuku    | Shirakawa  | Mutsu (Iwaki) | Shirakawa        | Fukushima         |
| 27  | 白河宿   | Shirakawa-shuku    | Shirakawa  | Mutsu (Iwaki) | Shirakawa        | Fukushima         |